# 邁斯基亞納
35°38′N 7°40′E / 35.633°N 7.667°E

邁斯基亞納（阿拉伯语：‎），是阿爾及利亞的城鎮，位於該國東北部，由烏姆布瓦吉省負責管轄，是邁斯基亞納區的首府，面積184平方公里，海拔高度850米，2008年人口28,315，人口密度每平方公里154人。